# Lac des Sept Milles
Lac des Sept Milles är en sjö i Kanada.   Den ligger i regionen Saguenay–Lac-Saint-Jean och provinsen Québec, i den östra delen av landet, 700 km nordost om huvudstaden Ottawa. Lac des Sept Milles ligger 515 meter över havet. Arean är 9,5 kvadratkilometer. Den sträcker sig 10,5 kilometer i nord-sydlig riktning, och 3,8 kilometer i öst-västlig riktning.
I omgivningarna runt Lac des Sept Milles växer i huvudsak barrskog. Trakten runt Lac des Sept Milles är nära nog obefolkad, med mindre än två invånare per kvadratkilometer.